# Angelo Emo (sous-marin, 1938)
Pour les articles homonymes, voir Angelo Emo (sous-marin).
Le Angelo Emo (fanion « EO ») est un sous-marin italien  de la classe Marcello, construit à la fin des années 1930 pour la Marine royale italienne.
Le nom du sous-marin est un hommage à Angelo Emo (1731-1792), amiral vénitien.

## Conception et description
Les sous-marins de la classe Marcello ont été conçus comme des versions améliorées de la précédente classe Glauco. Ils ont un déplacement de 1 043 tonnes en surface et 1 290 tonnes en immersion. Les sous-marins mesuraient 73 mètres de long, avaient une largeur de 7,19 mètres et un tirant d'eau de 5,1 mètres.
Pour la navigation de surface, les sous-marins étaient propulsés par deux moteurs diesel de 1 800 cv (1 342 kW), chacun entraînant un arbre d'hélice. En immersion, chaque hélice était entraînée par un moteur électrique de 550 chevaux-vapeur (410 kW). Ils pouvaient atteindre 17,4 nœuds (32,2 km/h) en surface et 8 nœuds (15 km/h) sous l'eau. En surface, la classe Marcello avait une autonomie de 7 500 milles nautiques (13 900 km) à 9,4 noeuds (17,4 km/h), en immersion, elle avait une autonomie de 120 milles nautiques (220 km) à 3 noeuds (5,6 km/h).
Les sous-marins étaient armés de huit tubes lance-torpilles internes de 53,3 cm, quatre à l'avant et quatre à l'arrière. Une recharge était arrimée pour chaque tube, ce qui leur donnait un total de seize torpilles. Ils étaient également armés de deux canons de pont de 100 mm et de quatre mitrailleuses de 13,2 mm pour le combat en surface.

## Construction et mise en service
Le Angelo Emo est construit par le chantier naval Cantieri Riuniti dell'Adriatico (CRDA) de Monfalcone en Italie, et mis sur cale le 16 février 1937. Il est lancé le 29 juin 1938 et est achevé et mis en service le 14 octobre 1938. Il est commissionné le même jour dans la Regia Marina.

## Histoire du service
Le EMO est affecté au 2e groupe de sous-marins à Naples où il est affecté à la formation de 1938 à 1940.
Le 6 juillet 1940, à 14h50, lors de la première mission de la guerre en Méditerranée, sous le commandement du capitaine de corvette Carlo Liannazza, le Emo aperçoit au large du Maroc la Force H britannique : deux cuirassés, un porte-avions et plusieurs destroyers. Le sous-marin a essayé de se rapprocher (il était à 12 000 mètres), mais lorsqu'il est arrivé à 9 000 mètres, la formation britannique a changé de cap et s'est mise hors de portée du Emo,,.
Il a alors été décidé de l'envoyer dans l'Atlantique. Le 27 août 1940, il quitte Naples et le 5 septembre il passe le détroit de Gibraltar. Dix jours plus tard, il arrive dans son secteur d'embuscade (Atlantique central) où le 14 septembre il immobilise avec une torpille le vapeur anglais Saint Agnes (5 199 tonneaux). Après avoir fait abandonner le navire à l'équipage, le Emo le termine par des tirs de canon et avec une autre torpille,,. Le 3 octobre 1940, il arrive à Bordeaux, siège de la base italienne de Betasom,.
Le 31 octobre, le Emo appareille de Bordeaux à destination de l'ouest de l'Écosse, mais entre le 2 et le 3 novembre, la mer très agitée provoque la mort d'un vigie (le sous-officier De Giobbi), qui tombe à l'eau et blesse grièvement le commandant Liannazza, ce qui l'oblige à rentrer à Bordeaux, ce qui a lieu le 6 novembre,,.
Le 5 décembre, le Emo repart avec le lieutenant de vaisseau Giuseppe Roselli Lorenzini comme nouveau commandant, toujours avec une zone d'opérations dans les eaux écossaises, qu'il a atteinte le 14 décembre. Six jours plus tard, il a lancé sans succès deux torpilles contre un pétrolier estimé à 3 000-4 000 tonneaux. Le 26 décembre, il s'embarque sur un parcours de retour, arrivant à Bordeaux le 1er janvier 1941.
Le 3 mars 1941, il quitte Bordeaux à destination de l'ouest de l'Irlande. Le 9 du mois, il est attaqué par un avion alors qu'il cherche un convoi. Deux bombes explosent près des gouvernails qui les bloquent et font remonter le sous-marin, qui naviguait à 20 mètres de profondeur, d'abord à la surface puis lui font perdre de la profondeur jusqu'à 110 mètres,. Une fois le problème résolu, il a aperçu un porte-avions, mais il a dû plonger à cause de la présence d'un destroyer. Le 14 mars, il torpille et coule le vapeur britannique Western Chief (5 759 tonneaux) et quatre jours plus tard, il frappe d'une torpille un autre marchand, le clan Maciver (4 500 tonneaux). Ce dernier, cependant, canonne le Emo et tente de l'éperonner, le forçant à plonger et à s'éloigner. Le 19 mars, le sous-marin s'est mis en route sur sa route de retour.
Le 19 mai, le Emo quitte le Betasom et, après une semaine, torpille deux transports estimés respectivement à 3 000 et 1 900 tonneaux. Comme il n'y a pas de confirmation, il est probable que les deux navires ont simplement été endommagés,. Il a ensuite été victime d'attaques à la charge de profondeur qu'il a réussi à éviter sans dommages sérieux et est rentrée à la base le 20 juin .
Le 20 août, il quitte Bordeaux pour retourner en Méditerranée et le 27, il passe le détroit de Gibraltar. A un certain moment, il plonge en croyant avoir été détecté, mais il coule à 125 mètres à cause des courants. Le 1er octobre 1941, il accoste à Naples.
Entre le 1er octobre et le 12 décembre, il est affecté à l'école de sous-marins de Pula (même si du 8 au 10 novembre, il a interrompu l'activité de formation pour une mission anti-sous-marine dans le nord de l'Adriatique),.
En décembre 1941, il est envoyé à Bardia avec du ravitaillement mais la mission doit être interrompue en raison de la conquête du port par l'ennemi. Il a ensuite mené des activités offensives.
Il fait partie des sous-marins envoyés contre un convoi britannique lors de la bataille de la mi-juin 1942, mais n'a pas rencontré de navires ennemis.
Il a été de nouveau envoyé contre des unités britanniques deux mois plus tard, lors de la bataille de la mi-août, sous le commandement du lieutenant de vaisseau Giuseppe Franco. Au cours de cette bataille, le 12 août, il a lancé quatre torpilles contre un croiseur près de l'île de La Galite, entendant trois explosions, mais il n'y a pas de preuve de dommages,.
Le 7 novembre 1942, le Emo appareille de Cagliari et se rend dans sa zone d'embuscade au sud de la Sardaigne. Puis il est envoyé au nord d'Alger pour s'opposer au débarquement allié (Opération Torch), il est détecté le 10 novembre par le chalutier armé anti-sous-marin HMS Lord Nuffield qui le bombarde avec des grenades sous-marines lui causant de graves dégâts et le forçant à faire surface. Après un bref mais violent affrontement d'artillerie, au cours duquel 14 hommes du Emo ont été tués (un enseigne, 3 sous-officiers et 10 chefs et marins), le commandant, comme il n'y avait aucune chance de s'échapper (les moteurs étaient inutilisables) a ordonné le sabordage du sous-marin, tandis que les survivants étaient secourus et capturés par l'unité britannique,.
En Méditerranée, le Emo avait effectué 9 missions offensives-exploratoires et 5 missions de transfert, parcourant 14 611 milles nautiques en surface et 2 276 milles nautiques sous l'eau.

## Palmarès
| Mission | Date             | Bateau        | Nation      | Tonnage en tonneaux | Notes                                                     |
| ------- | ---------------- | ------------- | ----------- | ------------------- | --------------------------------------------------------- |
| 2e      | 9 septembre 1940 | Saint Agnes   | Royaume-Uni | 5 199               | du convoi SL 46 ; aucune victime                          |
| 5e      | 14 mars 1941     | Western Chief | Royaume-Uni | 5 759               | du convoi SC 24 ; 21 survivants sur 43 membres d'équipage |
| Total:  | Total:           | Total:        | Total:      | 10 958 tonneaux     |                                                           |